# Вулиця Подільська (Тернопіль)
Вулиця Подільська — вулиця в місті Тернопіль. 

## Відомості
Розпочинається від вулиці Вулиця Микулинецька, пролягає на схід, згодом — на південний схід, далі — на північний схід до вулиці Гайової, де і закінчується. На вулиці розташовані переважно приватні будинки та промислові будівлі.

## Комерція
- Господарський магазин «Адітон» (Подільська, 1)
- Спортивний магазин «Претензія» (Подільська, 1)
- Магазин морепродуктів «Айсберг» (Подільська, 1)

## Транспорт
Рух вулицею — двосторонній, дорожнє покриття — асфальт. Громадський транспорт по вулиці не курсує, найближчі зупинки знаходяться на вулиці Микулинецькій.